# Tu-154

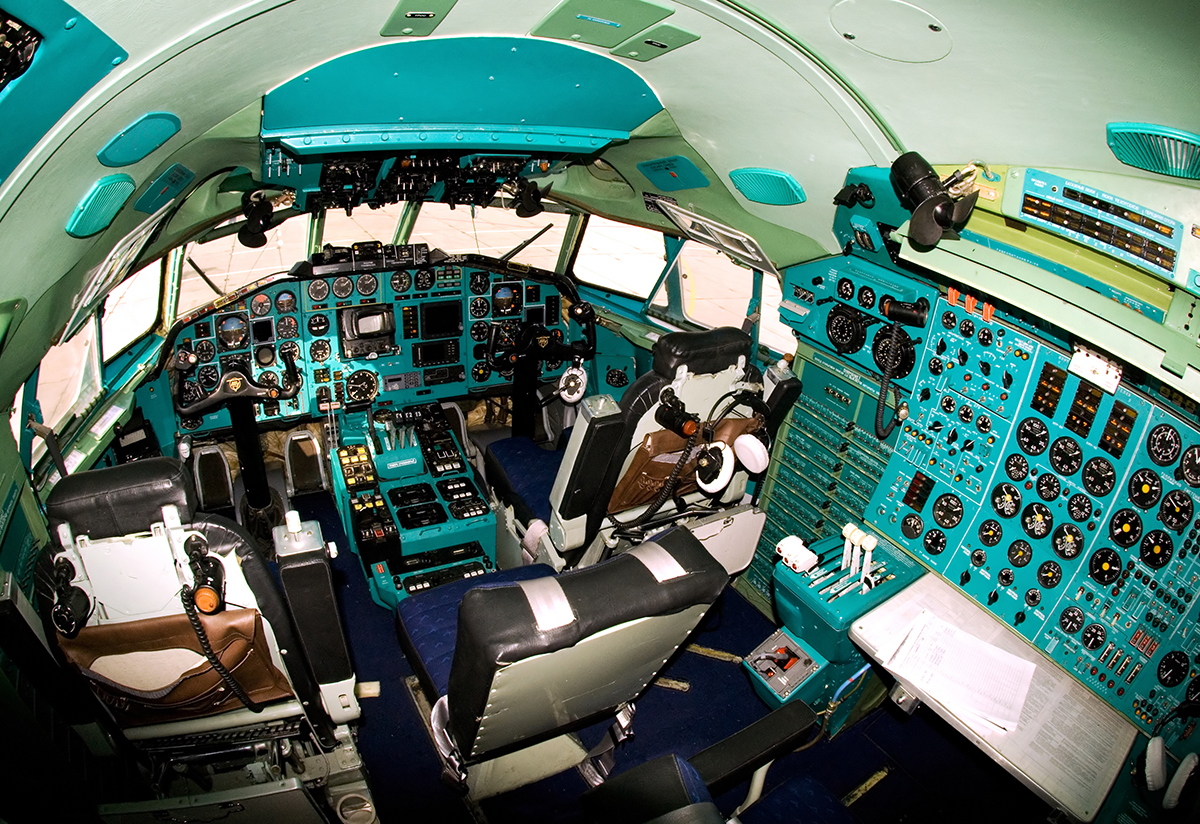
Kokpit samolotu Tu-154M

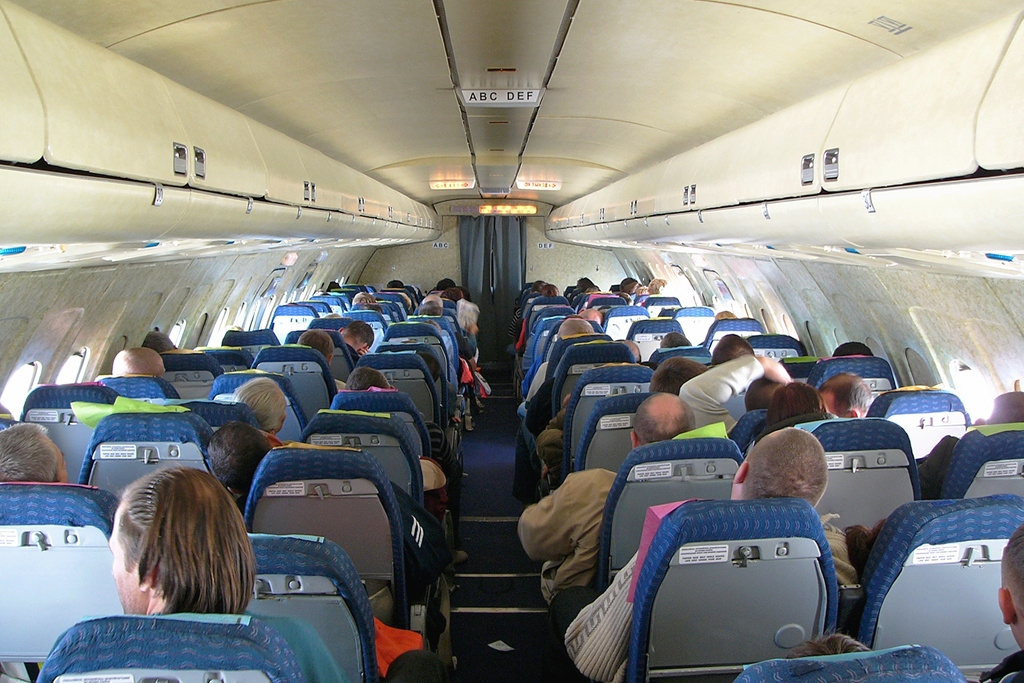
Kabina pasażerska samolotu Tu-154M linii Vladivostok Avia

Tu-154 (ros. Ту-154) oznaczenie NATO Careless – samolot pasażerski średniego zasięgu, produkcji radzieckiej, zaprojektowany w biurze konstrukcyjnym Tupolewa.
W 2013 roku w aktywnej służbie cywilnej i wojskowej pozostało 118 samolotów Tu-154 na 921 wyprodukowanych; przeciętny wiek maszyn pozostających w aktywnej służbie wynosił 24 lata. Samoloty Tu-154 zostały wycofane z PLL LOT w 1996 roku, ale dwie maszyny typu Tu-154M Lux pozostawały na wyposażeniu 36 Specjalnego Pułku Lotnictwa Transportowego jako samoloty do przewozu władz państwowych. Po katastrofie lotniczej pod Smoleńskiem, kolejną wycofano z użycia w 2011 roku.

## Historia
W połowie lat sześćdziesiątych XX w. zdecydowano o zastąpieniu latających w barwach Aerofłotu odrzutowych Tu-104 oraz turbośmigłowych An-10, An-12 i Ił-18 nową konstrukcją, zdolną do korzystania z dotychczasowej infrastruktury. O opracowaniu nowego typu samolotu zdecydował osobiście Nikita Chruszczow. Budowę samolotu powierzono biuru konstrukcyjnemu Tupolewa. Prowadzili ją kolejno Siegiej Jegerow i Dmitirij Markowow.
Zgodnie z panującymi wówczas tendencjami zdecydowano się na układ trzysilnikowy z silnikami umieszczonymi w części ogonowej samolotu, z wlotem powietrza do trzeciego silnika przy nasadzie statecznika pionowego. Konstrukcja kadłuba samolotu Tu-154 jest zbliżona do brytyjskiego samolotu pasażerskiego Hawker Siddeley Trident. Aby umożliwić korzystanie z lotnisk o słabszej nawierzchni, zdecydowano się na podwozie z dwiema sześciokołowymi goleniami pod skrzydłami oraz jedną dwukołową golenią pod przednią częścią kadłuba, obniżając tym samym nacisk kół na podłoże. Tu-154 jest nieznacznie większy niż Trident, wyposażono go też w silniki Kuzniecow NK-8-2 o większej mocy. Z powodu małej dbałości o ekonomiczność maszyny należy ona do najbardziej paliwożernych samolotów w swojej klasie.
Oblot prototypu nowego samolotu pasażerskiego odbył się 4 października 1968, ale kłopoty z konstrukcją podwozia i instalacjami elektrycznymi opóźniły wejście maszyn do służby. Na przestrzeni lat produkcja Tu-154 odbywała się w trzech zakładach: KuAZ, Zakładach Lotniczych nr 18 i Aviakorze. W 1972 roku do służby weszły pierwsze maszyny tego typu, stały się częścią parku maszynowego Aerofłotu. W 1973 roku oblatano Tu-154A, a w 1975 roku wszedł on do produkcji. W wersji tej zastosowano takie same silniki jak w samolotach Ił-62. Od 1977 roku produkowany był Tu-154B z francuską awioniką, mieszczący maksymalnie 180 osób. Na podstawie tej wersji powstał towarowy Tu-154S. W 1981 roku, na zamówienie PLL LOT powstał prototyp Tu-154M przemianowany w 1982 roku na Tu-164, później jednak powrócono do pierwotnego oznaczenia. Pierwsze samoloty Tu-154M opuściły fabrykę w 1984 roku. Wyposażone były w silniki podobne do stosowanych w samolotach Ił-62M z odwracaczami ciągu typu klapowego i obniżonym ciągu, dzięki czemu możliwe stało się przedłużenie resursów silnika. Tu-154M stał się samolotem pasażerskim o największej prędkości maksymalnej (960 km/h) i zwykłej (927 km/h).
W 2001 roku produkcja samolotów Tu-154 została zakończona. W 2003 roku rosyjskie przedsiębiorstwo Aviakor, remontujące samoloty Tu-154 m.in. na potrzeby rosyjskiego Ministerstwa Obrony, rozpoczęło produkcję i sprzedaż nowej, zmodernizowanej wersji samolotu; w 2011 roku planowano produkcję 3 maszyn. 14 stycznia 2010 podano informację, że największy rosyjski przewoźnik, Aerofłot, wycofał się z czynnego użytkowania samolotu Tu-154M. Ostatni rejsowy lot tego samolotu, z Jekaterynburga do Moskwy, odbył się 31 grudnia 2009.
W marcu 2011 roku rosyjska Federalna Agencja Transportu Lotniczego (Rosawiacja) zaleciła przewoźnikom w Rosji wycofanie z eksploatacji samolotów Tu-154M z dniem 1 lipca 2011, jeśli ich konstrukcja nie zostanie poprawiona; jedną z przyczyn zalecenia była analiza przyczyn wypadków i incydentów lotniczych w ciągu kilku poprzednich lat.
19 lutego 2013 zakłady w Samarze opuścił ostatni samolot, którego odbiorcą zostało rosyjskie ministerstwo obrony, a użytkowany on będzie wspólnie z miejscowym Sztabem Generalnym. Ze względu na charakter odbiorcy samolot wykończono jako salonkę i wyposażono w system wojskowej łączności. Producent przez następne lata planuje wyłącznie serwisowanie i modernizacje istniejących egzemplarzy, produkcja nowych maszyn została tym samym zakończona. Łącznie wyprodukowano 998 lub 1028 samolotów Tu-154, z czego ponad 500 w odmianie pasażerskiej. Najpopularniejszą odmianą jest wersja Tu-154M, którą wyprodukowano w liczbie 330 egzemplarzy.
Do chwili zakończenia seryjnej produkcji Tu-154 samoloty tego typu brały udział w 67 katastrofach lotniczych z 2973 ofiarami śmiertelnymi. Katastrofy zdarzały się raz na 1.042.000 maszynogodzin lotu. Największą katastrofą samolotu tego typu jest katastrofa z 10 lipca 1985, zginęło wówczas 200 osób. Maszyny tego typu zostały także 31 razy uprowadzone, co skutkowało 13 ofiarami śmiertelnymi.

## Samoloty Tu-154M w polskich barwach

### Tu-154M w PLL LOT
14 samolotów tej serii PLL LOT nabył w 1985 roku. Po 1989 roku, po zmianie polityki flotowej, rozpoczęto wycofywanie tej serii. W 1993 roku odbył się ostatni lot rejsowy, a ostatni lot czarterowy w barwach narodowego przewoźnika miał miejsce w 1996 roku.

### Tu-154M jako samoloty wojskowe
Dwa samoloty Tu-154M w wersji Lux, o numerach bocznych 101 i 102, były wykorzystywane przez najwyższe władze państwowe, pozostając na stanie 36. Specjalnego Pułku Lotnictwa Transportowego i znajdując się w dyspozycji Kancelarii Prezesa Rady Ministrów. Ulegały częstym awariom; głośnym przypadkiem było awaryjne lądowanie w Kunming w Chinach Tu-154M, którym leciał w 2004 roku do Wietnamu premier Marek Belka; było ono spowodowane defektem turborozrusznika. W 2007 roku awaria Tu-154M spowodowała 10-godzinne opóźnienie w trakcie oficjalnej wizyty prezydenta Lecha Kaczyńskiego w Japonii. W 2010 doszło do awarii Tu-154M w czasie misji humanitarnej po trzęsieniu ziemi na Haiti.

#### Tu-154M nr 101
Samolot Tu-154M o numerze bocznym 101 został wcielony w 1990 roku. 10 kwietnia 2010 roku maszyna ta, z wysokimi rangą przedstawicielami polskich władz z prezydentem Lechem Kaczyńskim na czele, uległa katastrofie w pobliżu lotniska wojskowego Smoleńsk-Siewiernyj w Smoleńsku.

#### Tu-154M nr 102
W 1994 roku został wcielony samolot o numerze bocznym 102 (numer seryjny 90A-862, rok produkcji – 1990), latający wcześniej w barwach PLL LOT. Pierwotne plany przewidywały wycofanie maszyny z eksploatacji w latach 2008–2010. 12 stycznia 2010 roku Tu-154 nr 102 odleciał do Samary w Rosji w celu przeprowadzenia remontu, skąd wrócił 21 września 2010 roku.
W 2011 roku samolot Tu-154M nr 102 był wykorzystywany do przeprowadzania eksperymentów w trakcie badań katastrofy polskiego Tu-154M w Smoleńsku, co było utrudniane przez usterki maszyny.
20 maja 2011 roku odbył się pierwszy po remoncie lot Tu-154M nr 102 o statusie HEAD, a w listopadzie 2011 roku podjęto decyzję o wycofaniu samolotu ze służby i jego sprzedaży za pośrednictwem Agencji Mienia Wojskowego.
7 maja 2012 roku poinformowano, że przygotowania do sprzedaży Tu-154M nr 102 zostaną wstrzymane do zakończenia śledztwa prokuratury w sprawie katastrofy w Smoleńsku. Samolot od października 2011 stoi na płycie postojowej 23 BLT w Mińsku Mazowieckim, a jego dalszy los jest nieznany.

## Wersje
- Tu-154 – pierwsza wersja seryjna napędzana silnikami NK-8-2.
- Tu-154A – wersja z silnikami NK-2U o większym ciągu i większym zapasie paliwa.
- Tu-154B – wersja o zwiększonym udźwigu napędzana silnikami NK-8-2U.
- Tu-154B1/B2 – wersja Tu-154B wyposażona w lepszą awionikę.
- Tu-154S – wersja transportowa Tu-154B o powiększonym udźwigu.
- Tu-155 – eksperymentalny Tu-154 w którym paliwo dla środkowego silnika stanowił wodór lub metan.
- Tu-156 – eksperymentalny Tu-154 w którym paliwo dla wszystkich silników stanowił wodór lub metan.
- Tu-154M (Tu-164) – wersja z oszczędniejszymi silnikami D-30KU-154, o wydłużonym zasięgu.
- Tu-154M2 – dwusilnikowa wersja z nowymi silnikami PS-90A, w fazie projektu.

## Opis konstrukcji
Samolot trójsilnikowy, o konstrukcji duralowej, półskorupowej. Skrzydła o skosie +35°, zbiorniki paliwa w skrzydłach. Wyposażony do lotów bez widoczności, podwozie chowane, trójwózkowe, z kołem przednim. Załogę stanowi dwóch pilotów, nawigator i mechanik pokładowy.

## Wymiary i osiągi
| Parametr / Wersja samolotu    | Tu-154 | Tu-154A | Tu-154B | Tu-154S | Tu-154M |
| ----------------------------- | ------ | ------- | ------- | ------- | ------- |
| długość [m]                   | 47,9   | 47,9    | 47,9    | 47,9    | 47,9    |
| wysokość [m]                  | 11,4   | 11,4    | 11,4    | 11,4    | 11,4    |
| rozpiętość [m]                | 37,55  | 37,55   | 37,55   | 37,55   | 37,55   |
| powierzchnia nośna [m²]       | 201,5  | 201,5   | 201,5   | 201,5   | 201,5   |
| liczba pasażerów              | 167    | 169     | 180     | ?       | 180     |
| masa własna [kg]              | 43 500 | 43 500  | 50 775  | ?       | 54 000  |
| maksymalna masa startowa [kg] | 90 000 | 94 000  | 98 000  | ?       | 102 000 |
| prędkość minimalna [km/h]     | 235    | 235     | 235     | 235     | 235     |
| prędkość maksymalna [km/h]    | 950    | 950     | 950     | 950     | 950     |
| pułap maksymalny [m]          | 11 000 | 11 000  | 11 000  | 11 000  | 11 000  |

## Użytkownicy

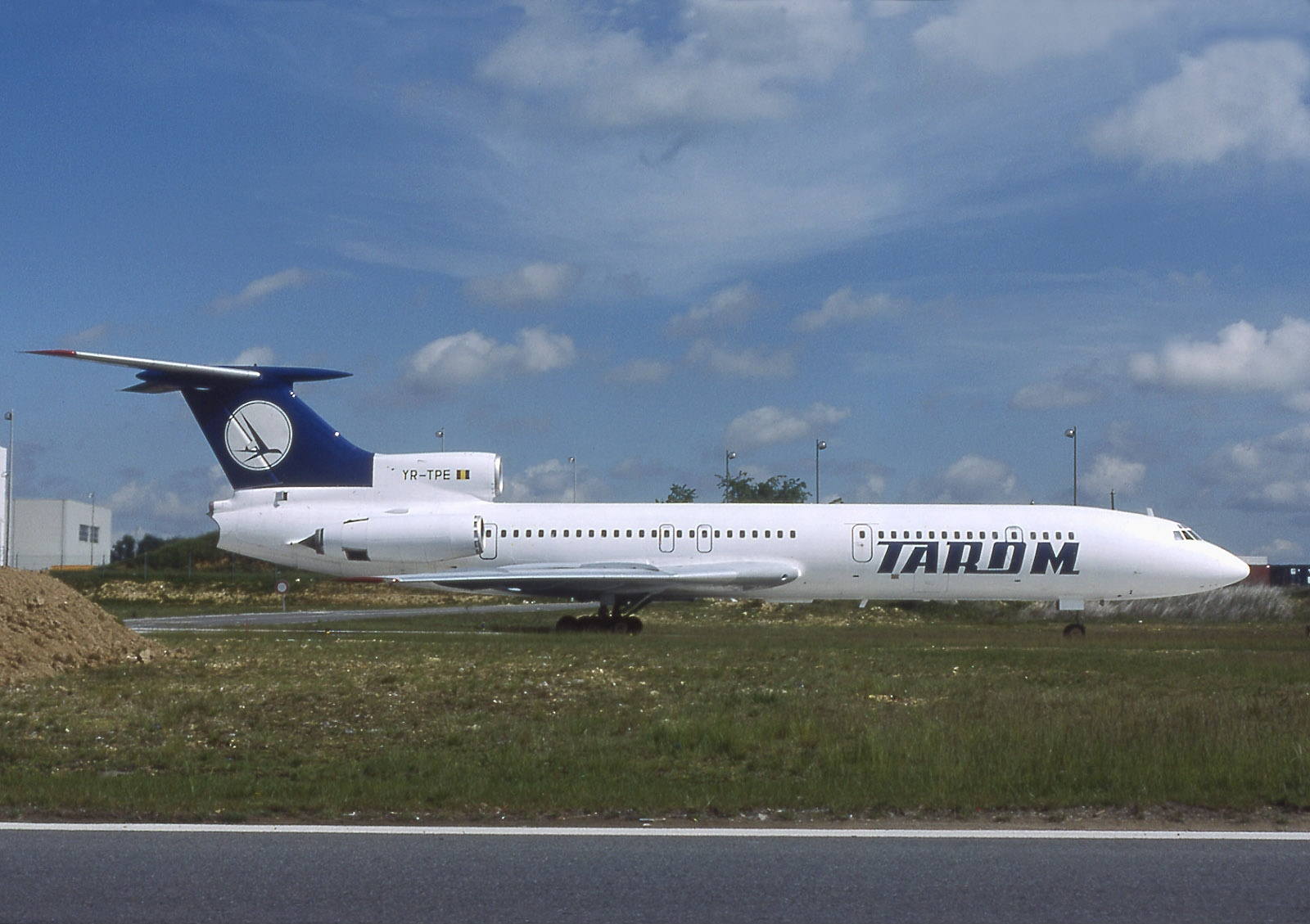
Tu-154B linii TAROM

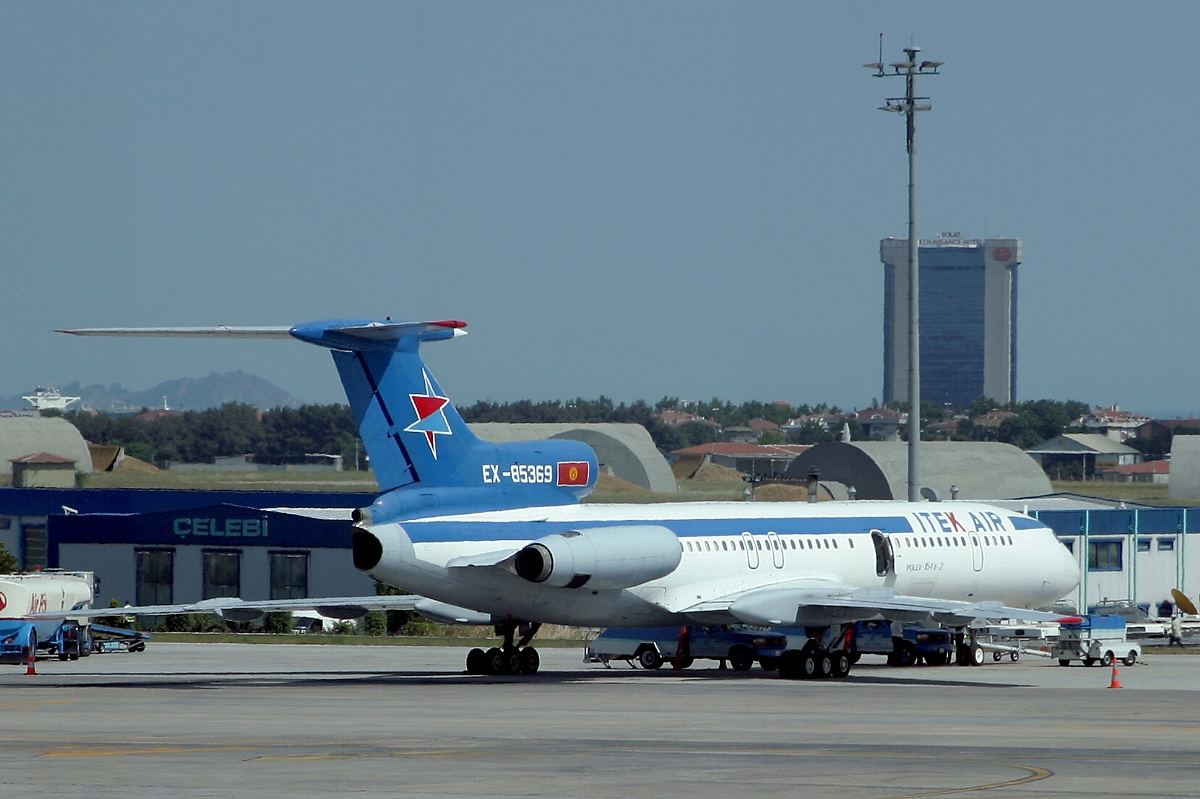
Tu-154B-2 linii Itek Air

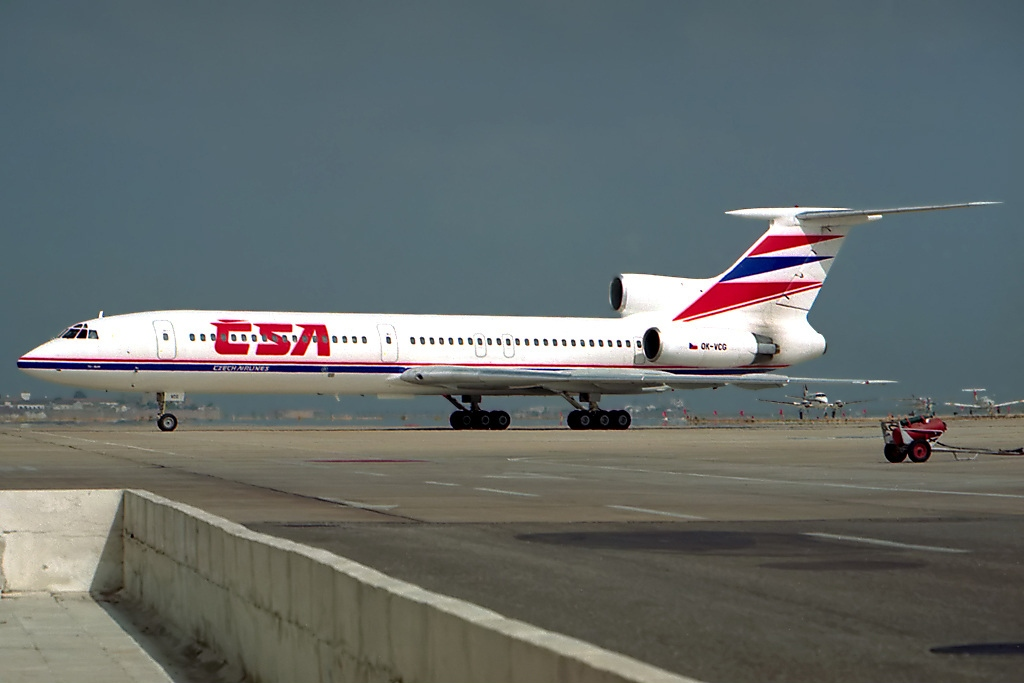
Tu-154M linii CSA Czech Airlines

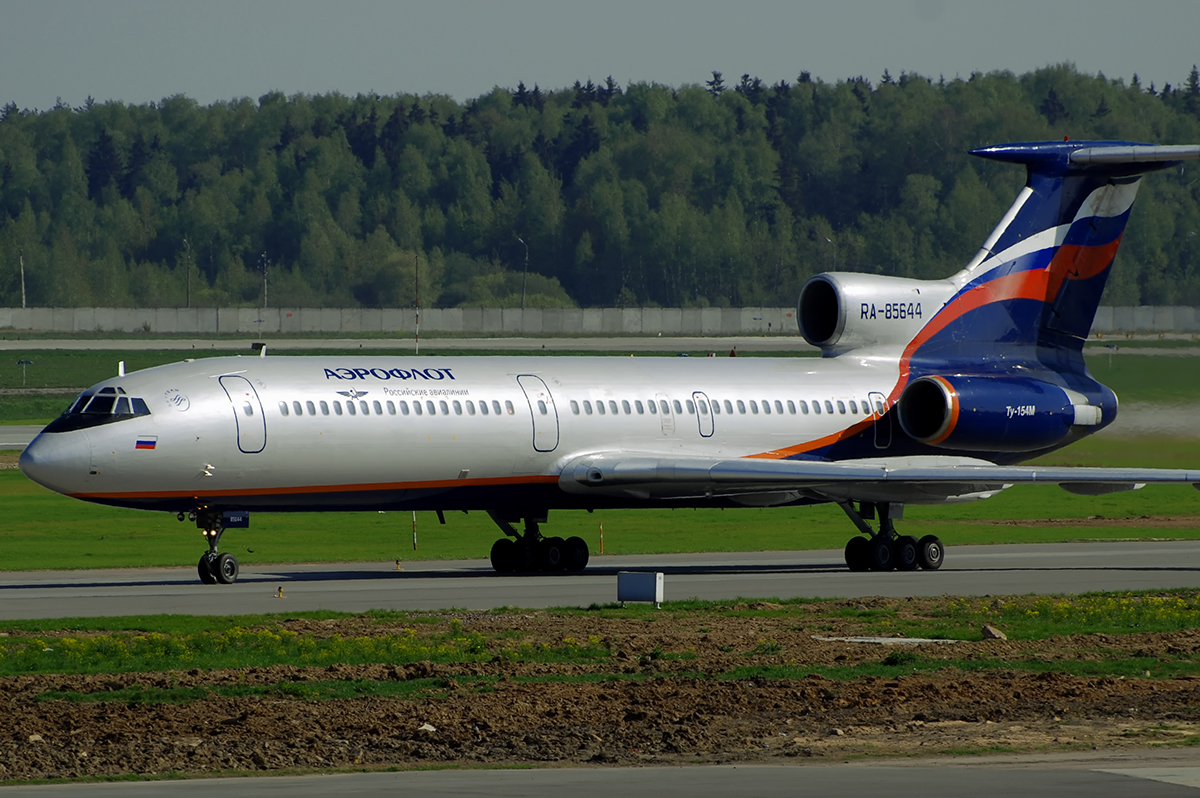
Tu-154M linii Aerofłot

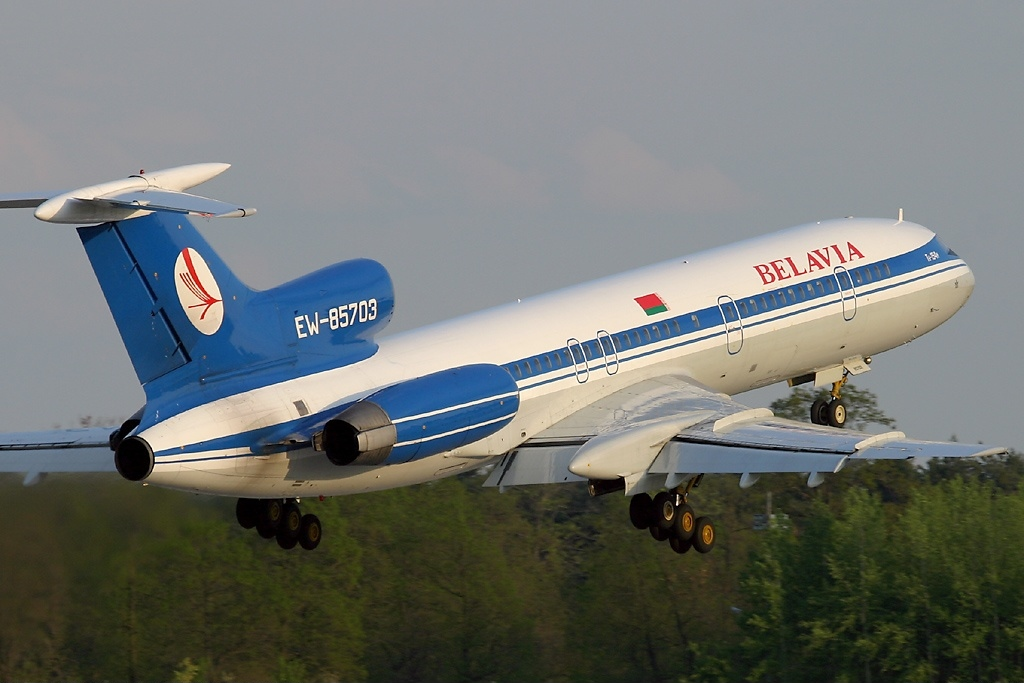
Tu-154M linii Belavia

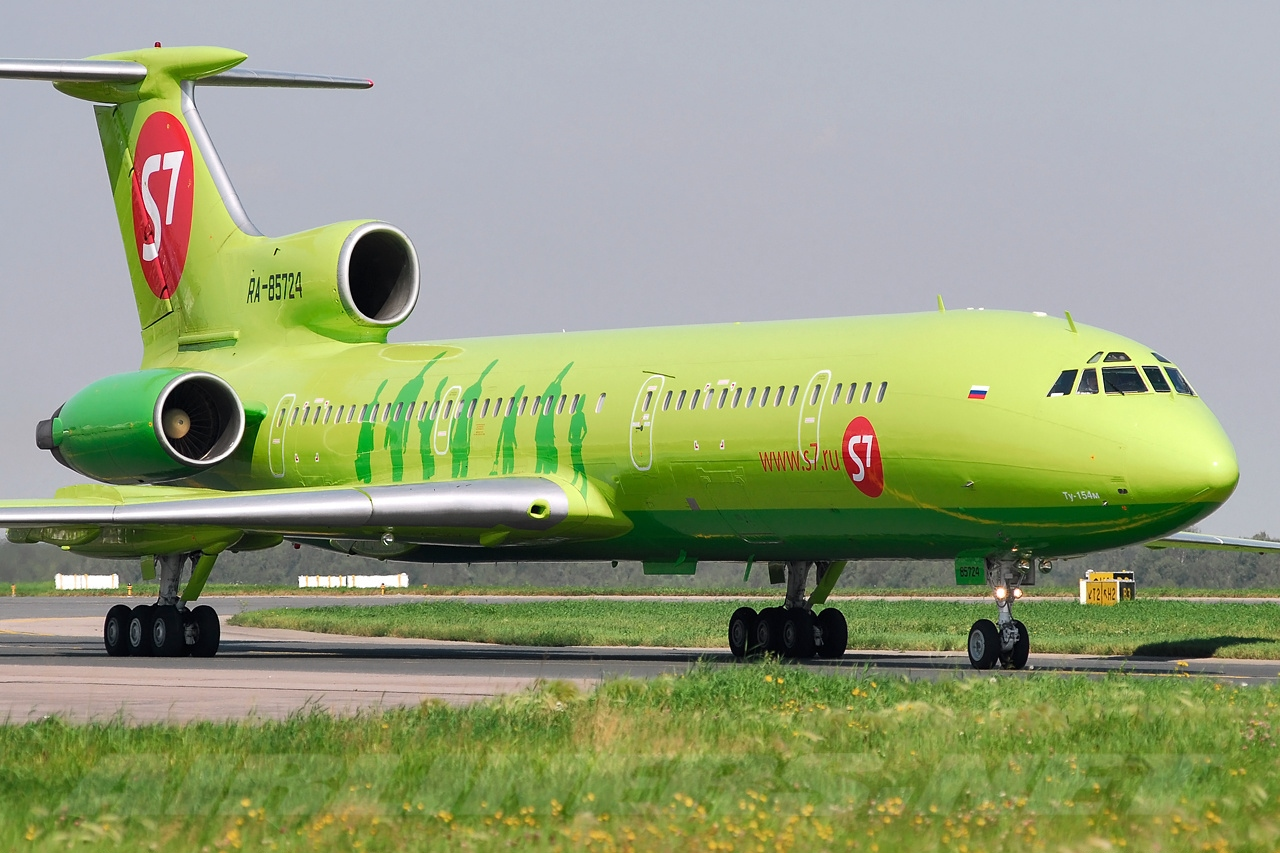
Tu-154M linii S7 Airlines

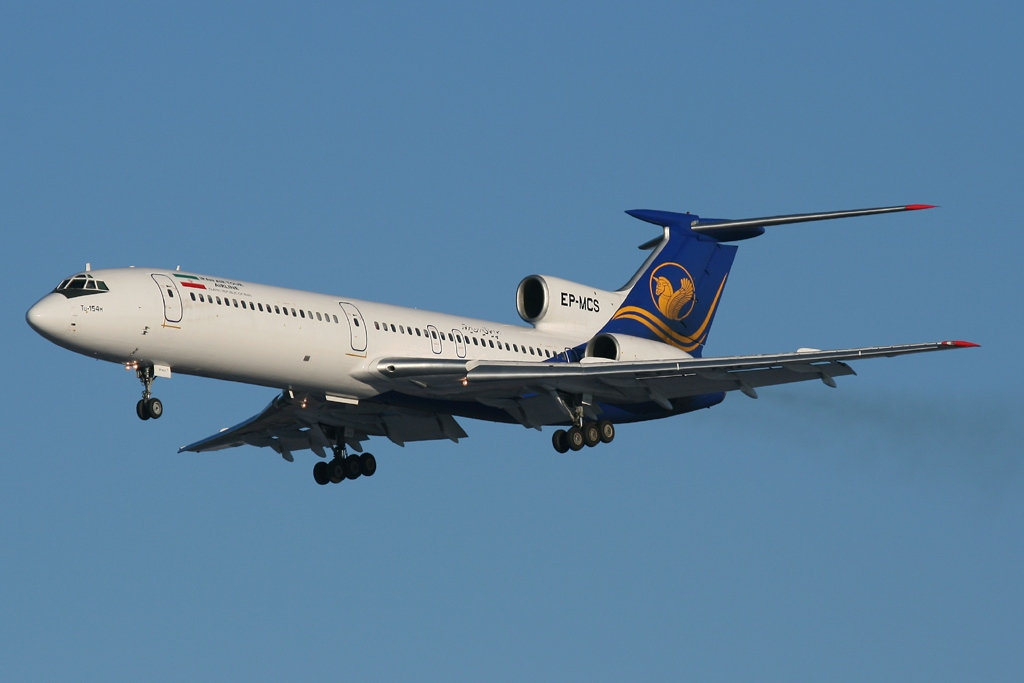
Tu-154M linii Iran Air Tours

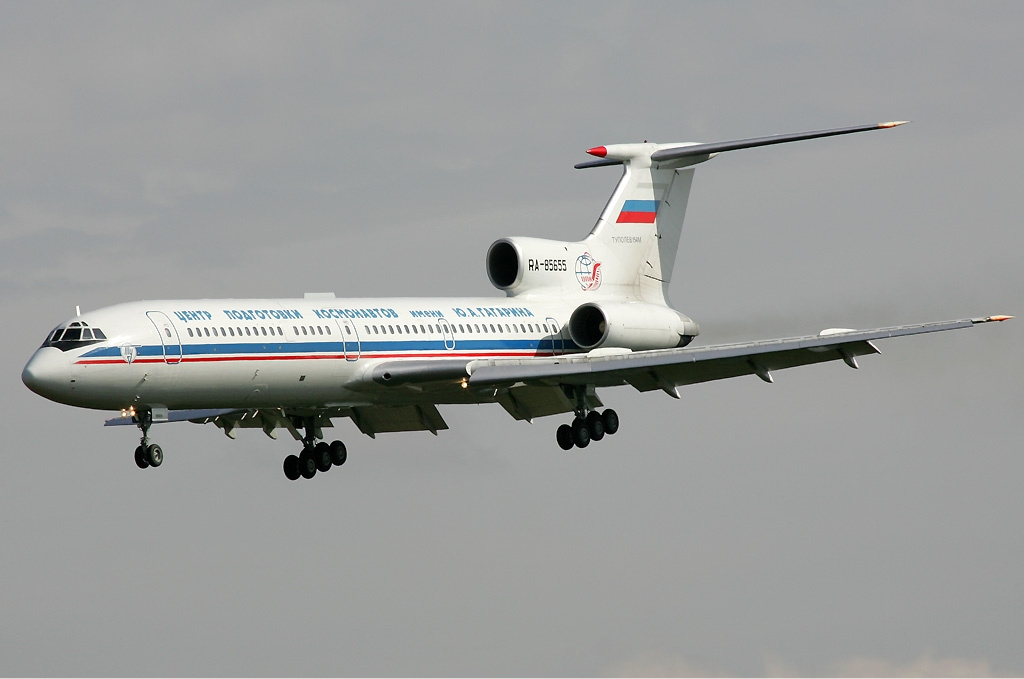
Tu-154M-LK-1 należący do Centrum Wyszkolenia Kosmonautów im. J. Gagarina

Użytkownicy na dzień 17 maja 2024:
| Operator                                             | Liczba | Uwagi                                                   |
| ---------------------------------------------------- | ------ | ------------------------------------------------------- |
| Air Koryo                                            | 2      | Ostatnia linia lotnicza na świecie użytkująca ten model |
| Instytut Badań Lotniczych im. M. Gromowa             | 1      |                                                         |
| Kirgiskie Siły Powietrzne                            | 1      |                                                         |
| Marynarka Wojenna Federacji Rosyjskiej               | 2      |                                                         |
| Ministerstwo Spraw Wewnętrznych Federacji Rosyjskiej | 4      |                                                         |
| Rossija                                              | 3      | Flota rządowa                                           |
| Siły Powietrzne Chińskiej Armii Ludowo-Wyzwoleńczej  | 7      |                                                         |
| Siły Powietrzne Federacji Rosyjskiej                 | 19     |                                                         |
| Siły Powietrzne Republiki Kazachstanu                | 1      |                                                         |
| Łącznie                                              | 40     |                                                         |

## Katastrofy
Ogółem do 2010 roku doszło do 67 katastrof samolotów Tu-154, w tym 7 w latach 2005–2010; zginęło w nich ogółem 2736 osób. Najważniejsze katastrofy:
- 19 lutego 1973: Czechosłowacja, 66 ofiar, Aerofłot.
- 30 września 1975: Liban, 60 ofiar, Malév.
- 2 grudnia 1977: Liban, 59 ofiar, Balkan Bulgarian Airlines.
- 7 lipca 1980: ZSRR, 166 ofiar, Aerofłot.
- 16 listopada 1981: ZSRR, 99 ofiar, Aerofłot.
- 11 października 1984: ZSRR, 178 ofiar, Aerofłot, lot Aerofłot 3352.
- 23 grudnia 1984: ZSRR, 110 ofiar, Aerofłot.
- 10 lipca 1985: ZSRR, 200 ofiar, lot Aerofłot 7425 (katastrofa z największą liczbą ofiar śmiertelnych).
- 8 lutego 1993: Iran, 133 ofiary, Iran Air Tours, zderzenie z bombowcem Su-24.
- 22 września 1993: Gruzja, 106 ofiar, Transair Georgia Airlines.
- 3 stycznia 1994: Rosja, 125 ofiar, Baikal Air.
- 6 czerwca 1994: Chiny, 160 ofiar, China Northwest Airlines.
- 7 grudnia 1995: Rosja, 98 ofiar, Far East Aviation.
- 29 sierpnia 1996: Norwegia, 141 ofiar, Vnukovo Airlines.
- 13 września 1997: Ocean Atlantycki, 130 km od Namibii, Tu-154M (11+02) Luftwaffe, pozbawiony TCAS, zderzył się z Lockheed C-141 Starlifter USAF, 24 ofiary w Tu-154 i 9 ofiar w C-141.
- 16 grudnia 1997: Zjednoczone Emiraty Arabskie, 85 ofiar, Tajikistan Airlines.
- 29 sierpnia 1998: Ekwador, 80 ofiar, linie Cubana de Aviación.
- 24 lutego 1999: Chiny, 61 ofiar, China Southwest Airlines.
- 4 lipca 2001: 145 osób zginęło, kiedy samolot linii Vladivostok Avia rozbił się w Irkucku na Syberii.
- 4 października 2001: Tu-154 w drodze z Tel Awiwu do Nowosybirska w Rosji eksplodował nad Morzem Czarnym. 78 osób zginęło. Późniejsze informacje wskazywały, że samolot został trafiony rakietą podczas ćwiczeń ukraińskiego wojska na morzu.
- 12 lutego 2002: samolot linii Iran Air Tours z 119 osobami na pokładzie rozbił się w pobliżu Chorramabadu w Iranie. Wszyscy zginęli.
- 1 lipca 2002: Tu-154 linii BAL Bashkirian Airlines lecący do Barcelony zderzył się nad Überlingen z samolotem cargo. 71 osób zginęło,  45 z nich to dzieci.
- 24 sierpnia 2004: samolot w posiadaniu linii S7 Airlines został wysadzony w powietrze przez czeczeńskich zamachowców w drodze do Soczi nad Morzem Czarnym. Na pokładzie znajdowało się 46 osób, wszyscy zginęli[27].
- 22 sierpnia 2006: samolot z rosyjskich linii Pulkovo Airlines z 170 osobami na pokładzie rozbił się podczas burzy nad Ukrainą. Wszyscy zginęli.
- 1 września 2006: Tu-154 lądujący w Meszhedzie w Iranie wpadł w poślizg i rozbił się na pasie startowym. 28 osób ze 148 zginęło.
- 26 września 2006: Tu-154 startujący z Biszkeku w Kirgistanie w czasie startu zderzył się z amerykańskim samolotem tankowcem KC-135 tracąc 1,8 metra (6 stóp) końcówki prawego skrzydła. Załodze udało się wystartować i niezwłocznie awaryjnie lądować na lotnisku. Nikt z pasażerów i załogi obu maszyn nie ucierpiał. KC-135 natomiast zapalił się i spłonął.
- 15 lipca 2009: samolot linii Caspian Airlines lecący z Teheranu do Armenii rozbił się wkrótce po starcie. Zginęło 168 osób.
- 10 kwietnia 2010: polski samolot Tu-154M nr boczny 101 wraz z prezydentem RP Lechem Kaczyńskim oraz polską delegacją na obchody 70. rocznicy zbrodni katyńskiej, rozbił się w pobliżu lotniska Smoleńsk-Siewiernyj w Rosji. Na pokładzie znajdowało się 96 osób, nikt nie przeżył katastrofy.

- 7 września 2010: Rosyjski Tu-154 należący do linii Ałrosa lądował awaryjnie na terenie leśnym nieopodal lotniska w Iżmie w republice Komi, 1500 km od Moskwy, gdy awaria sieci elektrycznej spowodowała niesprawność wszystkich urządzeń na pokładzie, w tym pomp paliwowych i wyposażenia radiowo-nawigacyjnego. Samolot lądował bez klap z prędkością ok. 350 km/h (zamiast 270), wytoczył się z pasa i zatrzymał w zagajniku młodych drzewek. Wszystkie 81 osób na pokładzie przeżyło bez większych obrażeń. Po prowizorycznych naprawach, 24 marca 2011 samolot odleciał z Iżmy do Uchty[28].
- 4 grudnia 2010: Na lotnisku Domodiedowo w Moskwie, awaryjnie lądujący Tu-154M o numerze bocznym RA-85744, należący do linii lotniczych Dagestan Airlines, wyjechał poza pas startowy, po czym przełamał się na pół. Na pokładzie znajdowało się 155 osób. Zginęły 2 osoby w tym brat prezydenta Dagestanu.
- 1 stycznia 2011: Na lotnisku w Surgucie (Syberia) tuż przed kołowaniem w rosyjskim Tu-154B-2 linii Kolavia o numerze RA-85588 zapalił się jeden z silników, doprowadzając do uszkodzenia i zapłonu zbiornika paliwa. Samolot całkowicie spłonął. Zginęły 3 osoby, a 44 zostały ranne. Samolot operował jako lot KGL348 Surgut (SGC) – Moskwa Domodiedowo (DME).
- 25 grudnia 2016: Należący do Sił Powietrznych Federacji Rosyjskiej Tu-154B-2 spadł do Morza Czarnego. Na pokładzie samolotu znajdowały się 92 osoby (w tym 64 muzyków Chóru Aleksandrowa, m.in. jego dyrektor gen. Walerij Chaliłow), lecące na występ w Latakii w Syrii. Nikt nie przeżył katastrofy.